# Бродница (гмина, Сьремский повет)
Бродница (пол. Brodnica) — сельская гмина (волость) в Польше, входит как административная единица в Сьремский повет, Великопольское воеводство. Население — 4658 человек (на 2008 год).

## Соседние гмины
1. Гмина Чемпинь
2. Гмина Мосина
3. Гмина Сьрем